# Luis Villegas García
Luis Villegas García (Guadalajara, Jalisco; 7 de julio de 2001) es un futbolista mexicano, juega como Portero y su equipo actual son los Dorados de la Liga de Expansión MX.

## Trayectoria
Formación en Jaguares de Chiapas, Querétaro FC y Tijuana
Formado en las fuerzas básicas de Jaguares de Chiapas aunque nunca pudo debutar debido a la desaparición del equipo chiapaneco. Aunque pasaría por las escuadras de Gallos Blancos y de Xoloitzcuintle solo en un lograría debutar en Primera División.

### Querétaro Fútbol Club
Debido a las lesiones de Gil Alcalá y de Gerardo Ruiz. Luis Villegas debutaría con tan solo 19 años de edad el 6 de marzo de 2021 ante Rayados de Monterrey.

### Dorados de Sinaloa
Un año después llegaría al conjunto sinaloense.